# 한국 영화
한국 영화(韓國映畵)는 대한민국 국적자 혹은 법인에 의해 제작된 영화로써, 주로 한국인 제작진과 배우로 구성된 영화를 지칭한다. 한국 영화는 조선 영화 (북한 영화)와 같이 일제강점기의 영화로부터 기원을 두고 있으며, 예술과 산업으로서 다양한 종류와 내용의 영화가 매년 제작되고 있다.

## 역사

### 1910~1920년대

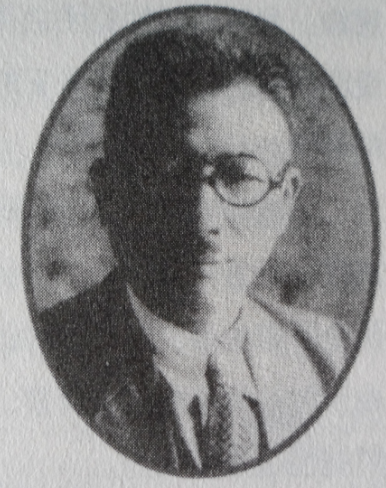
윤백남

한국 영화의 시작은 조선 말엽에 움직이는 사진인 활동사진이 들어오면서부터이다. 1901년 버튼 홈스가 한양의 풍경을 처음으로 촬영하였고, 청안군 이재순과 고종 황제에게 활동사진의 개념을 처음 소개하며 조선 최초의 영화 상영회를 열었다. 1903년 6월에는 동대문의 한성전기회사 창고에서 처음으로 일반 시민들을 대상으로 세계의 풍경을 담은 영화 상영회를 열었으며, 설렁탕 한 그릇 값에 해당되는 10전의 관람료에 문전성시를 이뤘다고 전한다.
1910년 한일병합 이후 1912년 북촌 종로통에 조선 최초의 상설 영화관인 우미관이 설립되었다. 1918년에는 박승필이 단성사를 인수해 상설영화관으로 개조하였다. 이듬해 1919년 박승필은 외국 작품을 받아 상영하는 것에서 벗어나 자체 영화 제작을 고려하고, 김도산의 신파극을 원작으로 함께 만든 연쇄극 《의리적 구토》가 제작되었다. 연쇄극은 연극과 영화를 섞은 형태로서, 비록 단일한 영화 작품은 아니었지만, 한국인의 손으로 활동사진이 제작되고 활용된 첫 사례로 기록되었다.  《의리적 구토》는 최초의 한국 영화로 여겨지고 있으며, 단성사에서 처음 상영된 10월 27일은 한국 영화의 날로 기념되고 있다.
1923년 윤백남은 《월하의 맹서》라는 영화를 감독하였는데, 전체가 극영화로 된 최초의 한국 영화 작품으로 꼽힌다. 이때 배우로 이월화와 권일청이 등장했다. 같은 해에는 《춘향전》이라는 영화가 나왔다. 이 영화는 무성 영화이지만 대중의 열렬한 환영을 받은 것으로 기록되어 있다. 정식 감독수업을 받지 못한 우리의 실정으로 인해 《춘향전》은 일본 감독 하야카와 마쓰지로(早川松次郞)가 연출했으며 이몽룡과 성춘향 역은 김조성과 김선초가 맡았다. 1923년은 초창기 한국영화의 개척자로서 높이 평가되는 안종화가 등장하는 해이기도 했다. 그는 감독과 배우를 겸하여 《바다의 비곡》, 《운영전》에 출연하기도 하였다. 당시의 화면은 사람이 움직일 뿐 아직도 무성영화였었기 때문에 화면을 설명해 주거나 등장인물의 말을 대신 해주는 변사(辯士)가 필요했다. 따라서 가끔 영화의 성공 여부가 변사의 능력에 좌우될 정도로 변사의 역할이 중요시되었다.

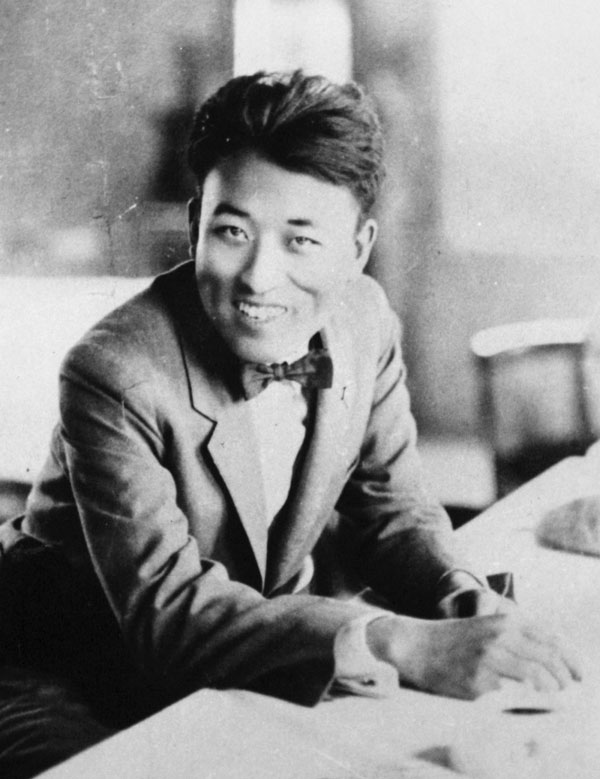
나운규

1925년에는 8편의 영화가 나왔는데 이 해에 나운규가 등장했다. 나운규는 감독과 배우를 겸했음은 물론 작품도 직접 썼던 정력적이며 창의적인 영화인이었다.1926년에 그의 유명한 《아리랑》이 제작되었다. 《아리랑》은 전설적인 이야기를 화면화하는 데 그치지 않고 일제강점기 아래 신음하는 민족의 비애와 항거정신을 고취한 작품으로서 전국민의 절대적인 환영을 받은 특기할 만한 작품이었다. 나운규는 이 영화를 직접 제작·감독·출연하였는데, 영화 《아리랑》이 몰고 온 바람은 영화계에 큰 자극을 주어 이후 많은 영화인들이 모든 고난을 무릅쓰고 영화제작에 몰두하여 1927년에는 13편의 영화를 만들었다.
현존하는 가장 오래된 한국 영화는 이 시기에 제작된 이규설 감독의 《근로의 끝에는 가난이 없다》로, 근로와 저축을 강조하는 문화영화이다. 영화의 제작연도는 알 수 없지만 1920년대 후반으로 추정된다. 이규설은 나운규의 《아리랑》에 출연했던 배우이기도 하며 1926년 《농중조》의 감독을 맡았다.

### 1930~1940년대
1931년 아시아 최초의 발성 영화가 인도에서 등장하자 1932년 일본에서도 발성 영화가 등장했다. 그러나 일제강점기 조선은 굉장히 가난한 곳이어서 발성 영화를 제작할 비용이 전혀 없었기 때문에 1945년에 8.15 광복 직전까지 무성영화를 계속 제작할 수밖에 없었다. 일본의 발성영화들 중 일부가 1934년 조선 땅에 처음 들어오자 조선 영화업계는 극심한 타격을 받았다. 발성영화는 1934년 당시 첨단 기술에 해당했기 때문이다. 이에 조선의 영화인들은 총집결했고 이 결실은 1935년에 조선에서 최초의 발성영화인 이명우 감독, 문예봉·한일송 주연의 《춘향전》이 개봉하면서 이루어진다. 작품성은 결코 좋다고 할 수 없었지만, 말을 하는 조선의 영화라는 점에서 많은 관객을 동원하였다.
1936년 군국주의로 치닫고 있던 일본 제국은 조선의 영화 제작을 자제할 것을 강요하였고 결국 1937년부터 조선의 영화는 다시 암흑기 상태에 빠지게 되었다. 하지만, 영화 제작을 자제하라는 일제의 압력에도 불구하고 《한강》 《수선화》 《무정(無情)》 《수업료》, 그리고 연극에서 히트한 작품을 번안한 《사랑에 속고 돈에 울고》 등이 1940년까지 꾸준히 나왔다.
일제의 압력은 1941년부터 극심해져서 1942년에는 안석영 감독, 서월영·김일해 주연의 《흙에 산다》 한 편만 나오게 되면서 조선의 영화계는 완전히 전멸하게 된다. 1943년 총독부는 마침내 영화제작의 모든 권한을 장악할 조선영화주식회사(朝鮮映畵株式會社)를 설립하고 일제는 일본인 감독과 배우들을 모두 끌고와서 영화라고 볼수도 없는 전쟁영화 내지는 내선일체만 운운하는 프로파간다 영화만을 1945년까지 제작하기에 이르렀다.

### 1950년대
1945년 8월 15일 광복이 되자마자 영화인들은 거의 맨주먹으로 다시금 재기하기에 안간힘을 썼다. 광복 직후인 1946년과 1947년의 영화는 광복의 감격을 표현한 작품이 대부분이었다. 한동안 동면기에 있었던 영화인들이 서서히 일어나 또다시 영화예술을 꽃피우게 되었다. 1946년에 최인규가 고려영화사(高麗映畵社)를 창립하고 《자유만세》를 만들어 흥행에 크게 성공했으며, 뒤를 이어 이구영의 《안중근 사기》 , 윤봉춘의 《윤봉길 의사》, 전창근의 《해방된 내고향》, 이규환의 《똘똘이의 모험》· 《3·1혁명기》·《해방된 내 고향》, 김소동의 《모란등기(牡丹燈記)》 등이 발표되었다. 그 뒤 1947년에 윤봉춘의 《유관순》, 신경균의 《새로운 맹세》, 최인규의 《죄없는 죄인》, 이규환의 《갈매기》가 나왔는데, 특히 《새로운 맹세》에서 최은희가 데뷔하기도 했다. 이듬해인 1948년에는 한형모가 《성벽을 뚫고》를 발표하여 크게 성공했다. 그러나 한국의 영화가 그 예술적인 면에서 크게 진전을 본 것은 1960년 이후의 일이었다. 초창기로부터 해방 당시까지 그 의욕은 왕성했지만 예술적인 차원에서는 아직도 미숙했었다. 다른 예술과 마찬가지로 영화인들은 민족의 고뇌와 분노를 간접적으로 표현하는 데 영화를 하나의 수단으로 사용한 예가 오히려 많았다고 주장되기도 한다.
1950년 6·25전쟁기에 영화인들은 다시 한번 시련기에 처했지만, 각자 역경 속에서도 1952년 전창근은 《낙동강》을, 이만흥은 《애정산맥》을 발표했고, 같은 해 최인규 문하생이던 신상옥이 《악야(惡夜)》로, 정창화가 《최후의 유혹》으로 각각 등장했다. 1954년 수도로 돌아온 영화인들은 외국 영화의 홍수라는 새로운 도전 속에서도 줄기차게 영화를 만들었다. 1954년 김성민의 《북위 41도》, 윤봉춘의 《고향의 노래》, 홍성기의 《출격명령》, 신상옥의 《코리아》 등이 나왔다. 이 해의 ‘영화평론가협회상(永畵評論家協會賞)’과, 한국영화 초창기의 공로자인 이금룡을 추모하는 뜻에서 ‘금룡상(金龍賞)’이 제정되어 영화계에 활기를 주었고, 이강천의 《피아골》에서 김진규가 데뷔하기도 했다. 1955년 5월에는 전 영화인과 관객들의 여망에 따라 국산 영화에 대한 면세조치가 취해져 이후 한국영화의 전성기를 맞이하는 중대한 계기가 되기도 했다. 이 해 개봉된 이규환의 《춘향전》은 당시 개봉관에서 10만 이상의 관객을 동원하는 등 한국영화의 르네상스를 맞이하기에 이르렀다. 1957년에는 최신 영화 기재를 도입한 안양촬영소의 준공을 보게 되었다.

### 1960년대
중흥기는 편의상 한국영화의 시기를 3등분하여 제작편수를 비교해 본다면, 1919년 ~ 1945년의 초창기에 제작된 영화편수가 166편, 1946년 ~ 1953년 과도기에 제작된 영화수가 86편, 1954년 ~ 1970년 중흥기에 제작된 영화수가 2,021편이나 된다. 다시 말하면, 1955년 이후 국산영화 면세조치와 최신 영화 기재의 도입, 그리고 관객의 절대적인 호응이 영화인들을 크게 고무한 결과가 되어, 1954년 이래 영화 중흥기를 맞이하였다고 볼 수 있다.
그러나, 그와 같은 영화 산업의 전성시기도 1968년부터 서서히 퇴조하기 시작했으니, 그것은 텔레비전이라는 새로운 전파 매체의 강력한 도전, 그리고 이른바 대중오락의 다극화시대를 맞이하여 소위 영화예술만이 대중들의 절대적인 총애를 받던 시대가 지나간 것이다. 그리고, 한국영화계는 일제말의 수난기, 6·25의 진통기를 거쳐, 제3의 시련인 불황기에 접어든 것이다. 물론 1960년대 초반부터 중반 이후까지 일종의 대유행을 형성했었던 청춘영화라든가 문예영화(文藝映畵)라는 새로운 장르의 영화들이 등장, 한때나마 활기를 띠었던 것도 인정할 수는 있다. 특히 신성일은 이 무렵 《맨발의 청춘》, 《청춘교실》, 《흑맥》 등의 영화를 통하여 한국적인 의미의 스타시스템을 구축했으며, 문예영화(文藝映畵)쪽에서는 1961년 신상옥의 《사랑방 손님과 어머니》와 유현목의 《오발탄》, 1965년 김수용의 《갯마을》, 1966년 이만희의 《만추》, 1969년 최하원의 《독짓는 늙은이》 같은 우수한 작품들이 쏟아져나와 한국 영화의 질을 높여주기도 했다.

### 1970~1980년대
1970년대에 들어와서는 또다시 참담한 불황의 벽에 부딪쳐 허덕이다가, 1974년 이장호의 《별들의 고향》, 1977년 김호선의 《겨울여자》로 차츰 돌파구를 찾기 시작했다. 영화를 제작하는 기업은 영세하고 시장은 협소하여 외화와 같이 영화제작에 충분한 시간과 경비를 투입할 수 없었고, 또한 자본주인 흥행사의 간섭 등으로 의욕있는 작품을 제작되기에는 어려운 여건에 놓여 있었다. 이와 같이 침체된 상황을 타개하기 위해 정부에서도 영화산업의 보호 육성책으로 1971년 2월에 영화진흥조합을 발족시켜 방화제작비 융자, 시나리오 창작금 지원, 영화인 복지사업 등을 추진하게 되었다.
1980년대 초에는 텔레비전 보급과 레저 산업의 성장에 의해 영화가 지녔던 대중 오락적 기능은 상대적으로 감소되어 영화산업이 사양화하고 있었지만 1986년 영화법 개정 이후 영화제작자유화로 활기를 띠기 시작했다. 1989년 제작된 방화는 1980년대 들어 가장 많은 106편에 달했다. 실제로 1989년은 방화가 물량면에서는 1980년대 들어 최다제작이 이루어졌으나 외화직배문제로 외화수입물량이 폭증하여 방화가 흥행에 성공하지 못했고, 관객의 방화외면, 외화의 선호현상이 더욱 심화된 것으로 나타났다. 또한, 외화는 방화보다도 많은 관객을 확보하고 있었다. 1980년대의 한국 영화계의 불황은 텔레비전 보급과 레저산업의 성장이라는 외적인 면보다는 내적인 면에 더 큰 원인이 있었고, 사회적·경제적·기술적인 제반 여건이 충족되지 않은 비정상적인 출발이 한국 영화를 산업으로 성장시키지 못하고 소규모의 기업에 머물게 하였다.
1988년 UIP에서 직접 배급을 맡은 미국 영화 <위험한 정사>의 국내 첫 상영으로 위기의식을 느낀 한국영화계는 한국영화 거듭나기를 위한 한국영화법 개정을 비롯하여 UIP의 직배저지 투쟁을 전개해 전체 영화인을 심기일전시켰다. 그러나 일부 영화인의 사욕은 내분을 자초해 영화인의 치부를 드러내기도 했다. 그 결과, 한국영화 관객의 반응은 냉담했고 그 틈을 타서 미국 직배영화는 전국의 영화관을 장악했다. 서울시네마타운의 <사랑과 영혼>은 사대문 안에 위치한 개봉관에 첫 입성한 직배영화로, 한국영화인들은 국내영화산업은 종말이 왔다고 우려할 정도로 심각한 상황을 경고했다.

### 1990년대
1990년의 대표작은 소시민의 생활을 솔직하고 담백하게 그린 장선우 감독의 <우묵배미의 사랑>과 신승수 감독의 <수탉>, 눈먼 소녀와 어린 남매의 시각으로 잃어버린 고향과 휴머니즘의 말살을 고발한 서정적이고 수려한 박철수 감독의 <오세암>, 전과자의 일생을 꾸밈없이 전개한 이두용의 <청송으로 가는 길>, 그리고 80년대 사회상의 혼란을 탄광촌을 무대로 드러내보인 박광수 감독의 <그들도 우리처럼>과 남존여비 사상이 지배하는 보수적 한국남성사회의 모순을 고발하는 김유진 감독의 <단지 그대가 여자라는 이유만으로> 등을 거론할 수 있겠다.
또한 한국영화의 활로를 개척하기 위해 기획하여 한국영화사상 최다의 관객을 동원한 임권택 감독의 <장군의 아들>과 분단 이데올로기의 문제에 정면도전한 정지영 감독의 <남부군>, 그리고 흥행에는 실패했지만 북에서 탈출한 신상옥의 첫 작품 <마유미>는 대작 영화로서 각자 나름대로 한국영화의 부활을 모색하는 계기가 되었다. 이 밖에도 <코리안커넥션> <꿈> <추락하는 것은 날개가 있다> <미친 사랑의 노래> <물위를 걷는 여자> 독립프로덕션의 <부활의 노래>, 비제도권의 <파업전야> 등은 1990년대 초를 장식하였다.

### 2010~2020년대
한국 영화는 21세기 들어 국제 영화제에서의 수상과 해외 시장에서의 성공으로 주목받고 있다. Chris Berry는 그의 저서에서 한국 영화가 국제적인 인지도를 높이는 데 기여한 다양한 요소를 분석하고 있다.

### 조선민주주의인민공화국 (1945년 ~ 현재)
북한 영화의 기원은 1947년 2월 6일 출범한 '국립영화촬영소'로부터 시작되었다. 1985년에는 불가사리가 개봉되어 괴수 영화라고 한다.

## 평가
초창기로부터 해방 당시까지 그 의욕은 왕성했지만 예술적인 차원에서는 아직도 미숙했었다. 다른 예술과 마찬가지로 영화인들은 민족의 고뇌와 분노를 간접적으로 표현하는 데 영화를 하나의 수단으로 사용한 예가 오히려 많았다고 해도 과언이 아니었다. 영화란 근대적인 성격을 지니고 있는 예술로, 사회 근대화의 산물이라는 점으로 볼 때 한국의 영화는 그 발전을 가능케 할 만한 사회적 여건이 너무나 미숙한 가운데 시작되었다. 그러나 초창기임에도 불구하고 나운규 같은 거의 전설적인 창의적 영화인을 낳게 하였음은 특기할만한 일로 평가된다.

## 같이 보기
- 조선 영화 (북한 영화)
- 천만 영화
- 한국 영화 목록
  - 대한민국의 영화 목록
- 대한민국의 영화 흥행 기록
- 대한민국의 영화 상영 등급
- 한류
- 대한민국의 텔레비전 드라마